# Manus van der Ven

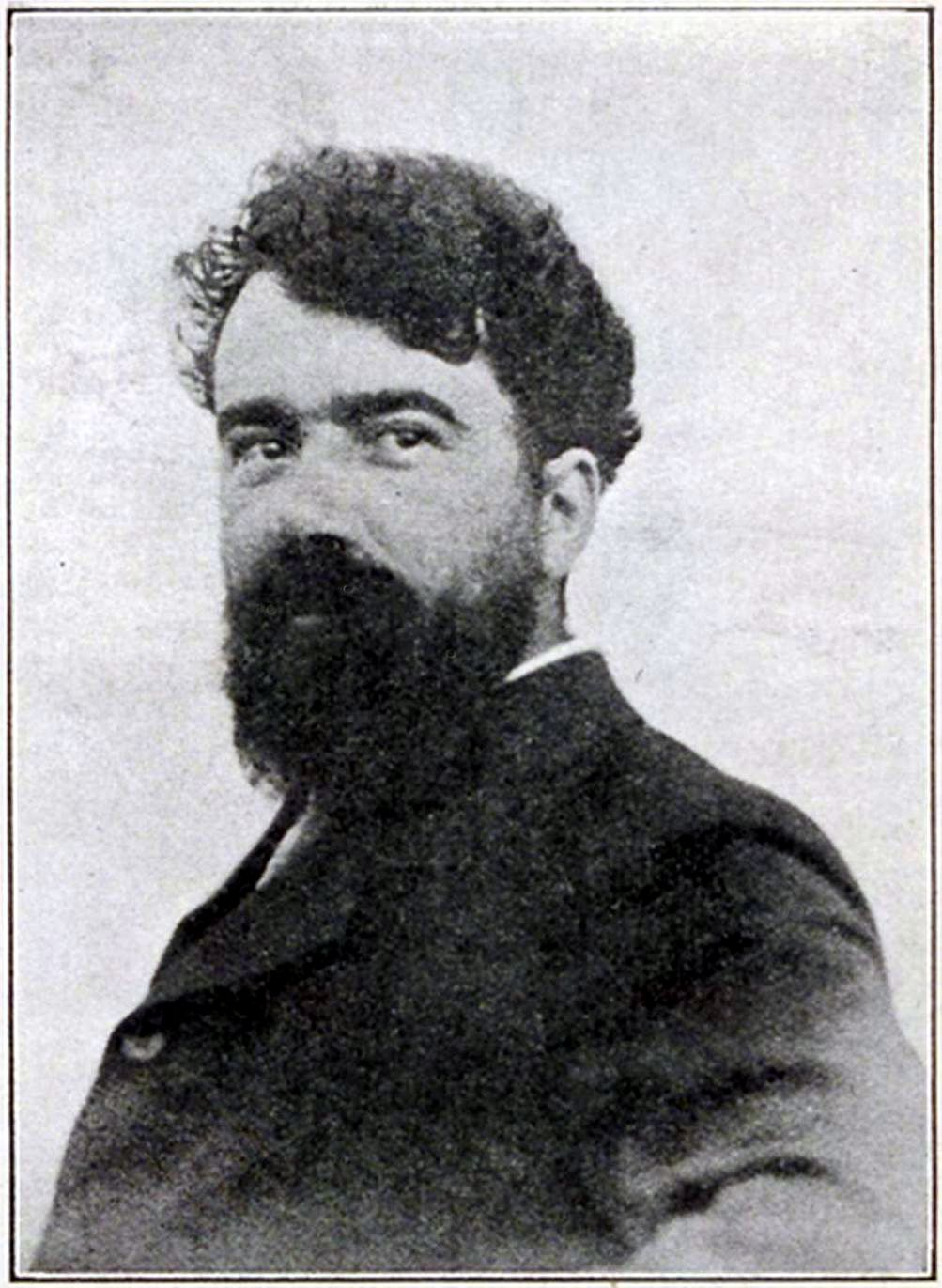
Portret van Manus van der Ven

Emanuel Ernest Gerardus (Manus) van der Ven ('s-Hertogenbosch, 12 november 1866 – Laren (Noord-Holland), 27 augustus 1944), was een Nederlandse kunstschilder en tekenaar. Zijn werkzame periode was van 1881 tot 1944 en hij werkte in 's-Hertogenbosch, Markelo (Hof van Twente), Amsterdam en Laren. Als zoon van kunstschilder Emanuel Adrianus Henricus van der Ven, zat het schilderen Manus van der Ven in het bloed. Het was pas in 1904, hij was toen achtendertig jaar, voordat hij zich als vrij kunstenaar in Laren vestigde.
Hij genoot van 1877 tot 1880 en van 1884 tot 1887 een opleiding aan de Koninklijke School voor Beeldende Kunsten in 's-Hertogenbosch en van 1893 tot 1897 aan de Rijksnormaalschool voor Teekenonderwijzers in Amsterdam. Na de middelbare tekenakte te hebben verworven werd hij directeur van de Tekenschool Hendrick de Keyzer in Amsterdam en leraar aan de Winteravondscholen van de R.K. Volksbond en Kunstambachten. De kunstenaar Otto van Tussenbroek heeft van hem les gehad.
Zijn onderwerpen omvatten landschappen, figuurvoorstellingen, portretten, stillevens, bloemen, en stadsgezichten.